# Yi Sang-jae
Yi Sang-jae (hangeul : 이상재, hanja : 李商在, 26 octobre 1850 - 29 mars 1927), aussi écrit Lee Sang-jae, est un chef religieux et militant indépendantiste coréen.
Originaire du Chungcheong du Sud, son prénom social est Gye-ho. Il est président de l'Association pour l'indépendance et publie le premier journal privé coréen. Alors que la Corée est sous domination japonaise, il participe activement au mouvement visant à créer l'université privée nationale. Il est également le premier président du Singanhoe, l'un des plus grands groupes indépendantistes de Corée.